# Drapelul Ghanei

Steagul național. Raport: 2:3

Steagul civil. Raport: 2:3

Drapelul Ghanei a fost adoptat în 1957. Între 1964 și 1966 a fost înlocuit cu o variantă ce avea banda din mijloc albă.
A fost proiectat de Theodosia Okoh cu ocazia câștigării independenței față de Regatul Unit în 1957. Se bazează pe culorile pan-africane, roșu, auriu și verde, în benzi orizontale, cu o stea cu cinci colțuri, neagră, în centrul benzii aurii. Steagul ghanez a fost primul după cel etiopian cu aceste culori.
Roșul simbolizează sângele celor care au murit în lupta pentru independență, aurul reprezintă bogățiile minerale ale țării, verdele - pădurile luxuriante ale țării și zăcămintele naturale ale statului, iar steaua neagră e idealul libertății africane.

## Alte drapele

Drapelul Forțelor Aeriene
Drapelul aviației civile
Drapelul Marinei Militare 1959 — ≈1998

## Drapele istorice

Drapelul Africii de Vest Britanice (1870 - 1877)
Drapelul coloniei Coasta de Aur (1877 - 6 martie 1957)